# 大洪国王府旧址
大洪国王宫旧址，即信宜学宫、孔庙，位于广东省信宜市镇隆镇八坊村，占地面积3600平方米，坐北向南，东西通面宽30米，南北通进深为120米，1989年被列入广东省文物保护单位。

## 历史
信宜学宫最早建在位于信宜窦州古城的城东，始建于元至正十四年（1354年），明永乐四年（1406年）重建，明成化四年（1468年），由知县李时敏迁于城东南，明嘉靖十四年（1535年），信宜县典史程文德主导将信宜学宫从城东南迁建到现址，直至嘉靖二十九年（1550年）建成，后经历代先后增修，目前建筑为清乾隆四年（1739年）后形成的整体格局。据重修的《信宜县志》记载，明清两代，信宜学宫共培养出进士10人、举人70人、贡生343人。
清咸丰十一年（1861年），广东天地会首领之一陈金釭率农民义军攻占信宜县城，号称南兴王，建立大洪国，以学宫为王府，是广东省近代农民起义斗争的重要遗址之一。

## 建筑
整体建筑群前有棂星、贤关、圣域三座坊门和泮池，外侧为“文武官员到此下马”的字碑，中有大成殿、东西配、东西庑，后有明伦堂、尊经阁。目前仅存大成殿、东西廊、大成门、棂星门、贤关坊门和圣域坊等建筑。
学宫主建筑大成殿是宫殿式建筑风格、砖木结构，面宽15米，进深14米，抬梁式屋架，由石质莲花柱础奠托的六支铁梨木大柱支撑，木质斗拱装饰龙头和卷云刻纹。殿堂外观为歇山顶，重檐四出，正面屋檐下有一排釉陶竹枝栏杆。殿内正中供奉着孔子铜像。